# Ocymyrmex gordoni
Ocymyrmex gordoni är en myrart som beskrevs av Prins och Roux 1989. Ocymyrmex gordoni ingår i släktet Ocymyrmex och familjen myror. Inga underarter finns listade i Catalogue of Life.